# Václav Blahunek
Plk. MgA. Václav Blahunek, Ph.D. (* 23. dubna 1971, Olomouc) je současný český dirigent, hudebník a hudební teoretik. Od roku 2009 je šéfdirigentem a ředitelem Hudby Hradní stráže a Policie České republiky (příslušníkem Policie ČR). Od roku 2017 je též šéfdirigentem Národního dechového orchestru ČR (www.ndocr.cz).

## Studium
Vystudoval hudební fakultu Akademie múzických umění v Praze, obory klarinet (Petr Čáp) a dirigování (Radomil Eliška, Josef Kuchinka, Jiří Chvála, František Vajnar, Pavel Pokorný, Leoš Svárovský a Lubomír Mátl). V roce 2010 ukončil doktorské studium na stejné fakultě v oboru interpretace a teorie interpretace, specializace dirigování se zaměřením na symfonický repertoár symfinického orchestru. Tématem jeho dizertace byl Symfonický dechový orchestr v reflexi české tvorby 2. poloviny 20. století.
Zúčastnil se dirigentských kurzů Jiřího Bělohlávka a Nicolase Pasqueta v Praze a Craiga Kirchoffa na univerzitě v americkém Appletonu.

## Praxe
Blahunek spolupracuje s řadou domácích a zahraničních hudebních těles, mj. se Symfonickým orchestrem hl. m. Prahy FOK, Plzeňskou filharmonií, Symfonickým orchestrem Gymnázia Jana Nerudy, Komorní filharmonií Pardubice, Filharmonií Bohuslava Martinů ze Zlína, Filharmonií Hradec Králové, Symfonickým orchestrem Northern Illinois University v Chicagu a dechovou hudbou v De Kalb a Dubuque v USA. Hostoval v Státní opeře Praha a v divadle v Ústí nad Labem.
U Hudby Hradní stráže působí jako dirigent od roku 1999. V roce 2009 byl jmenován šéfdirigentem a ředitelem tohoto tělesa. Ve své praxi klade důraz na provádění původních kompozic českých a zahraničních autorů.